# Харрис, Алан
Алан Харрис (англ. Alan Harris; 28 мая 1938, Энфилд, Большой Лондон — 25 января 2020, Англия) — британский актёр, сыгравший во всех трёх фильмах оригинальной трилогии «Звёздных войн». Наиболее известен по роли Босска в фильме «Звездные войны: Империя наносит ответный удар».

## Карьера
Начинал карьеру, работая моделью в Великобритании.
Сыграл в десятках фильмах в качестве дублёра, в том числе в фильмах «Флэш Гордон», «Супермен». Также сыграл инопланетянина в нескольких эпизодах телесериала «Доктор Кто».

### Роли в «Звёздных войнах»
В «Новой надежде» Харрис сыграл одного из сопровождающих принцессу Лею. Во втором фильме оригинальной трилогии Харрис сыграл Босска и одного из охранников Облачного города. Во всех фильмах оригинальной трилогии Харрис появился в роли штурмовика.
Алан Харрис был дублёром исполнителя роли C-3PO Энтони Дэниелса", а также дублером Теренса Стэмпа, сыгравшего Финиса Валорума, во время съёмок «Скрытой угрозы».

## Смерть
Актёр скончался на 82-м году жизни. Причиной его смерти стал рак лёгких, диагностированный в 2018 году.
После смерти Харриса в январе 2020 года его памяти был посвящён первый выпуск серии комиксов «Звёздные войны: Охотники за головами».